# كيم سنغ-جين
كيم سنغ-جين (الكورية: 김상진) هو لاعب كرة قدم كوري جنوبي في مركز الهجوم، ولد في 15 فبراير 1967 في كوريا الجنوبية. لعب مع جيجو يونايتد ونادي سول.

## وصلات خارجية
- كيم سنغ-جين على موقع دوري كوريا الجنوبية (الإنجليزية)